# Cardiocondyla neferka
Cardiocondyla neferka é uma espécie de formiga do gênero Cardiocondyla, pertencente à subfamília Myrmicinae.